# ウルグアイの音楽
ウルグアイの音楽（ウルグアイのおんがく）は、南米 ウルグアイで発展した音楽の総称で、スペイン由来のフォルクローレやガウチョのパジャーダ、隣国アルゼンチンと一緒になって発展したタンゴ、ミロンガ。そして黒人音楽 ムルガ、 カンドンベを基調に、イギリス、アメリカのポピュラー音楽とアルゼンチン、ブラジルからの影響を受けながら特にアルゼンチンに対して強い影響力を持つ。
国が小さく、多くのミュージシャンはプロとして生きるためにラ・プラタ川を越えてブエノスアイレスで活動することを余儀なくされた。1960年代ではラテンアメリカで一番ロックが盛んな国であり、ウルグアヤン・インベイジョンが起こったこともあった。ブラジルからの影響を受けてボサノヴァが盛んだった時期もある。
中南米に冠たる音楽大国ブラジルとアルゼンチンに挟まれた小国だが、量は少ないもののその分質は磨かれており、時折素晴らしいミュージシャンが飛び出してくることもある。また、ブラジルやカリブ諸国とは違う独特のラテン・アフリカ音楽が発達しておりカンドンベは単なる音楽の域を超えて、ウルグアイが強力な隣国に飲み込まれないためのアイデンティティにもなっている。
ウルグアイ音楽には、次のようなものがある。
- カンドンベ
- タンゴ
- ミロンガ
- ムルガ
- フォルクローレ チャマメ、パジャーダ、サンバ(Zamba)などアルゼンチンと共通するものが多い。

ウルグアイのロックも盛んである。

## 代表的なミュージシャン
- ヘラルド・マトス・ロドリゲス
- ルベン・ラダ
- エドゥアルド・マテオ
- ミケ・ドグリオッティ
- ハイメ・ロース
- ホルヘ・ドレクスレル
- マレーナ・ムヤラ